# Сантежуде Вале (Клуж)
Сантежуде Вале (рум. Sântejude Vale) насеље је у Румунији у округу Клуж у општини Цага. Oпштина се налази на надморској висини од 306 m.

## Становништво
Према подацима из 2002. године у насељу је живело 105 становника, од којих су сви румунске националности.